# Локри
Локри (на италиански: Locri) е морски курорт, град и община на югоизточния бряг на регион Калабрия в провинция Реджо Калабрия, в Южна Италия.
Има 12 845 жители (31 декември 2009). Градът е седалище на католическия епископ на Locri-Gerace.
На четири км от града се намират останките на древния Локрои (Lokroi Epizephyrioi, на гръцки: Λοκροί Ἐπιζεφύριοι, също: Λοκρίς, Lokris и на латински: Locri Epizephyrii).
Основан е през 680 пр.н.е. от колонисти от Локрида (Lokris) на брега на Йонийско море. Първите два века градът е съюзник на Спарта, от 5 век пр.н.е. на Сиракуза. През първата половина на 4 век пр.н.е. градът става един от най-важните градове на Магна Греция.
Локрои е роден град на философа Тимей Локрский (Timaeus Locrus, Timaios Lokros, Τίμαιος Λοκρός).
Градът е бил в съюз с Рим и по време на нападенията на сарацините в началото на 10 век започва да запада.
През средата на 9 век жителите напускат града и бягат от сарацините в планината в Gerace в тогавашния Василий Велики - манастир.